# شهرستان لینشیا
شهرستان لینشیا (به لاتین: Linxia County) یک منطقهٔ مسکونی در چین است که در ولایت خودمختار لینشیا هوئی واقع شده‌است. شهرستان لینشیا ۱٬۲۱۲٫۴ کیلومتر مربع مساحت و ۳۷۵٬۱۶۲ نفر جمعیت دارد.